# 京都新城
京都新城（きょうとしんじょう）は、太閤豊臣秀吉が関白豊臣秀次の聚楽第を破却した後、豊臣関白家の正式な邸宅として京都御所（禁裏）東南に構えた豊臣秀頼のための城郭風邸宅である。秀吉の薨去後秀頼は大坂城を常の住居としたため、秀頼が短期間利用した後は、秀吉の正室である高台院（北政所）と養子羽柴利次が住居として用いたのみであった。
なお、「京都新城」は現代になってからの呼称であり、当初は太閤御屋敷、太閤御所、太閤上京屋敷などと呼ばれており、やがて新城、秀頼卿御城、京の城と呼ばれた。しかしかつての「聚楽（第）」のような名はこの新第には与えられなかった（秀吉の造立した建造物には名称が定められていないものが多々あり、例えば方広寺（京の大仏）は後世の名称で、当時の史料には単に「大仏」と記されている）。藤原道長の土御門京極第の跡地にに建てられたといわれ京都御所の北西に近接して設けられた足利義満（太政大臣）の北小路室町第と同じく御所の南東に近接して設けられた。

## 歴史

### 安土桃山時代
慶長2年（1597年）正月末から関東の諸大名を動員して、下京東部地域（現在の中京区内）に新しい城の普請が始められた。しかし4月には禁裏東南の地（現在の京都御苑南東部を含む広い区域）に場所を変更されている。
「秀頼の城」がどのよう構想されていたか不明な点も多いが、京都新城の規模からみて、また禁裏に接する地点に移されたことなどから、何なる宿館以上の意味が想定されていたかもしれない。江戸時代中期に森幸安が考証復元した地図「中むかし公家町之絵図」に描かれるところでは「たいこう」と書かれ、この地は、遡れば平安時代、かの御堂関白藤原道長が土御門第を構えた場所と考えられており、聚楽第をかつての大内裏跡に設けたように、秀吉が御堂関白に憧れてこの地を選んだという見方もある。
普請は5ヶ月ほどで完成し、9月には秀吉と秀頼が滞在、太閤御屋敷と呼ばれた。9月27日、秀頼はここから参内して元服し、初めて従四位下左近衛少将に叙任されている。
秀吉は完成した屋敷を数度訪れたが、いずれも滞在は短期であった。幼少の秀頼（5歳）が住んだとの説もあるが、これも「移徙」とあるだけで、実際に住んだことは確認できない。翌年8月18日に秀吉が伏見城で亡くなると、家督を継いだ秀頼は新城には住まず、秀吉の遺命により大坂城に移った。
慶長4年（1599年）9月、大坂城西の丸を徳川家康に渡す準備として、高台院が大坂から新城に移居したので、以後、高台院屋敷と呼ばれた。
慶長5年（1600年）8月29日、関ヶ原の戦いを前に、「禁裏近所の故」つまり戦闘に新城が利用されるのを避ける目的で、屋敷の防御施設が町人足役を動員して撤去され、南面御門、内堀、南城ノ堀・石垣などが取り除かれた。当時の縄張り図に加え、発掘でも関連遺構が2020年まで一切発見されていないため全体の構造の推測は困難であるが、公家の邸宅としては防御機能が充実していたものの、城郭としては未完成だったと思われる。

### 江戸時代
関ヶ原戦以後、引き続き高台院が用いた。この頃、南部の城郭部分が完全に取り壊され住居部分のみとなり敷地はさらに縮小されたと考えられる。『続本朝通鑑』には「初秀吉之館在京極朱雀、神君毀之、而移造二條城」とあり、慶長7年（1602年）に一部が取り壊されて二条城に運ばれたことをうかがわせる。高台院屋敷の規模は、高台院没後すぐ頃に作成されたと考えられている『京都地図屏風』に、「政所様」「木下宮内」の記入があることにより分かる。この他、徳川和子の入内を描いた洛中洛外図には、高台院屋敷と推察される屋敷の一部が描かれている。大坂の羽柴氏が断絶したことを惜しんだ高台院は晩年に甥の木下利房の次男利次を養子にとり羽柴利次と称させた。
寛永元年（1623年）、高台院が没すると、屋敷には甥の木下利房（宮内少輔）が住んだ。
羽柴利次は大名から降格され寄合（大身）の旗本として江戸に屋敷を与えられたのみだったため継承されず収公され、さらに寛永4年（1626年）に後水尾天皇が譲位の意向を示すと、幕府より仙洞御所の敷地に選ばれて解体され、御所の建物建設が開始された。屋敷跡は仙洞御所の建設により完全に失われ全く残らないが、当時の文書により「寝殿」「南ノ書院」「白藤棚ノ西ノ殿」「北殿」があったとあり、また敷地東部には現在の仙洞御所の池の前身と思われる「アコセガ池」を中心に大きな庭園があったと推定されている。当時の常として御所建設に先立ち撤去された建物は市内の寺院や公家屋敷に移されたと思われるが、記録、伝承、地誌などには一切の記事が見られない。ただし、西本願寺飛雲閣黄鶴台から「寛永五年三月から寛永六年八月迄‥」という墨書が発見されたことから、これを飛雲閣移築の時期と考え、撤去時期が重なる高台院屋敷すなわち秀吉の京都新城の遺構とする説が最近提出された。これによって西本願寺に遺された複数の文献に現れる「飛雲閣は秀吉の遺構」あるいは「飛雲閣は徳川家の寄進」という記述に初めて一致したとする。また同じ西本願寺の国宝「唐門」や醍醐三宝院の国宝「唐門」ももともとは京都新城のために建造されたものではないかとする。

## 発掘調査
2020年、京都仙洞御所内での発掘調査で石垣と堀跡の遺構や金箔が付いた瓦が見付かった。「京都新城」の遺構が発見されたのはこれが初めてである。
2023年には同じく京都仙洞御所での発掘調査により堀にあった石垣の遺構が出土した。2020年と今次の調査の結果からは、堀の幅は10.8mと確認された。